# Klintebjerg
Klintebjerg är en kulle i Danmark.   Den ligger i Odsherreds kommun i Region Själland, i den östra delen av landet, 70 km nordväst om Köpenhamn. Närmaste större samhälle är Nykøbing Sjælland, 6 km sydost om Klintebjerg.